# Phryganogryllacris trusmadi
Phryganogryllacris trusmadi är en insektsart som beskrevs av Andrej Vasiljevitj Gorochov 2008. Phryganogryllacris trusmadi ingår i släktet Phryganogryllacris och familjen Gryllacrididae. Inga underarter finns listade i Catalogue of Life.